# Actinomyces israelii
Actinomyces israelii è una specie di batteri Gram-positivi a forma di bastoncino appartenente al genere Actinomyces. Noto per vivere come commensale sugli esseri umani e al loro interno, l'A. israelii è un patogeno opportunista ed una causa di actinomicosi. Sono noti molti ceppi fisiologicamente diversi della specie, anche se non tutti sono strettamente anaerobi.
Prende il nome dal chirurgo tedesco James Israel (1848–1926), che studiò l'organismo per la prima volta nel 1878.